# Tramwaje w Kołomnie
Tramwaje w Kołomnie − system komunikacji tramwajowej działający w rosyjskim mieście Kołomna.

## Historia
Pierwszy projekt budowy tramwajów w Kołomnie powstał w 1918, jednak nie został on zrealizowany. Budowę pierwszej linii tramwajowej w Kołomnie rozpoczęto w 1946. Tramwaje uruchomiono 5 listopada 1948. W mieście działa jedna zajezdnia tramwajowa.

## Linie
- 1: Końkobieżnyj Centr − Gołutwin
- 2: ulica Spirina − Gołutwin
- 3: Końkobieżnyj Centr − Gołutwin
- 4: ulica Spirina − Gołutwin
- 5: Stancija Kołomna − ulica Osipienko
- 6: Tramwajnoje Uprawlenie − Gołutwin
- 7: Końkobieżnyj Centr − Miasokombinat
- 8: Tramwajnoje Uprawlenie − Gołutwin
- 9: Końkobieżnyj Centr − Stancija Kołomna
- 10: ulica Spirina − Stancija Kołomna

## Tabor
Na początku lipca 2018 r. tabor tramwajowy składał się z 75 tramwajów. Podstawę taboru stanowiły tramwaje KTM-8KM. Najnowszymi wagonami w Kołomnie są tramwaje 71-407 oraz jeden wagon częściowo niskopodłogowy KTM-23 dostarczony w połowie grudnia 2010, który na linii pojawił się w czerwcu 2011. 
| Zdjęcie                            | Typ                                | przewóz osób na wózkach            | Liczba |
| ---------------------------------- | ---------------------------------- | ---------------------------------- | ------ |
|                                    | KTM-8KM                            |                                    | 17     |
|                                    | LM-99K                             |                                    | 14     |
|                                    | KTM-19KT                           |                                    | 11     |
|                                    | KTM-23                             | przewóz osób na wózkach            | 7      |
|                                    | 71-407                             | przewóz osób na wózkach            | 21     |
| Łączna liczba:                     | Łączna liczba:                     | Łączna liczba:                     | 75     |
| Udział tramwajów niskopodłogowych: | Udział tramwajów niskopodłogowych: | Udział tramwajów niskopodłogowych: | 37,34% |